# Tomasz Pięta
Tomasz Pięta (ur. 11 grudnia 1974) – polski koszykarz występujący na pozycji środkowego.

## Osiągnięcia

### Drużynowe
- Brązowy medalista mistrzostw Polski (1994)
- Uczestnik międzynarodowych rozgrywek Pucharu Koracia (1992/1993 – II runda, 1993/1994 – TOP 32)
- Awans do PLK z ITK Notecią Inowrocław (2001)[1]

### Indywidualne
- Uczestnik meczu gwiazd I ligi (2007)[2]